# James Neill (Schauspieler)

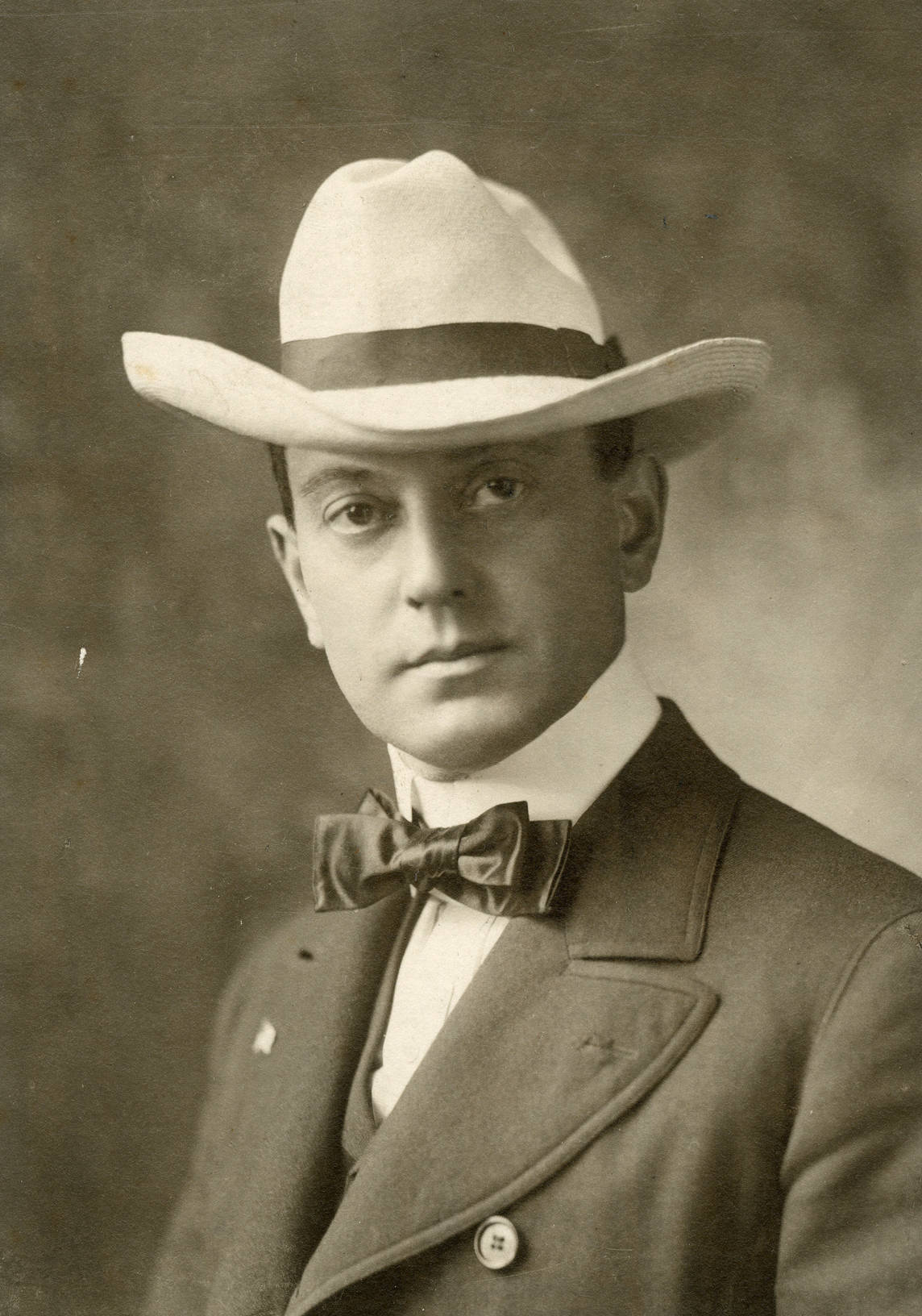
James Neill (1906)

James Neill (* 29. September 1860 in Savannah, Georgia; † 16. März 1931 in Glendale, Kalifornien) war ein US-amerikanischer Theater- und Filmschauspieler in der Stummfilmzeit. Zwischen 1913 und 1930 wirkte er in 113 Filmen mit. Er war seit 1897 mit Edythe Chapman verheiratet.

## Filmographie (Auswahl)
- 1913: Red Margaret, Moonshiner
- 1913: Bloodhounds of the North
- 1913: The Heart of a Cracksman
- 1914: The Lie
- 1914: The Honor of the Mounted
- 1914: Discord and Harmony
- 1914: The Man on the Box
- 1914: Richelieu
- 1914: The Man from Home
- 1914: Rose of the Rancho
- 1915: The Goose Girl
- 1915: After Five
- 1915: The Warrens of Virginia
- 1915: The Woman
- 1915: The Cheat
- 1916: The Ragamuffin
- 1916: Maria Rosa
- 1916: The Dream Girl
- 1916: The House with the Golden Windows
- 1916: Oliver Twist
- 1917: Joan the Woman
- 1917: The Devil-Stone
- 1918: Jules of the Strong Heart
- 1918: The Whispering Chorus
- 1918: Say! Young Fellow
- 1918: We Can't Have Everything
- 1918: Women’s Weapons
- 1918: The Way of a Man with a Maid
- 1919: Don’t Change Your Husband
- 1919: Men, Women, and Money
- 1919: Her Kingdom of Dreams
- 1919: Everywoman
- 1920: The Little Shepherd of Kingdom Come
- 1920: The Paliser Case
- 1920: A Double-Dyed Deceiver
- 1920: Stop Thief!
- 1921: A Voice in the Dark
- 1921: Bits of Life
- 1921: Dangerous Curve Ahead
- 1922: Her Husband's Trademark
- 1922: Saturday Night
- 1922: The Heart Specialist
- 1922: Our Leading Citizen
- 1922: Frauen auf schiefer Bahn (Manslaughter)
- 1923: The World’s Applause
- 1923: The Lonely Road
- 1923: Die Zehn Gebote – Aaron
- 1923: The Thrill Chaser
- 1925: New Brooms
- 1925: The Crimson Runner
- 1925: Thank You
- 1926: A Desperate Moment
- 1927: König der Könige
- 1928: Three-Ring Marriage
- 1928: The Border Patrol
- 1929: The Idle Rich
- 1930: Shooting Straight